# Brankovics György
Brankovics György es una ópera en cuatro actos con música de Ferenc Erkel y libreto en húngaro de Georg Brancovic; Lehel Odry/Ferenc Ormai, basado en Károly Obernyik. Se estrenó en Budapest el 20 de mayo de 1874. Se ambienta en la Serbia del siglo XV, basada en la vida de György Brankovics.
Es una ópera poco representada en la actualidad; en las estadísticas de Operabase aparece con sólo una representación en el período 2005-2010.